# جزيرة مانداليكا
جزيرة مانداليكا وهي جزيرة صغيرة من جزر إندونيسيا، وتقع في بحر جاوة في إقليم جاوة الوسطى.